# Sunshine Stars Football Club
Maillots
Le Sunshine Stars Football Club est un club nigérian de football basé à Akure.

## Histoire
Le club est fondé en 1995, en 2002 il accède la première fois en première division et termine sa première saison dans l'élite à la 7e place, mais la saison suivante il sera relégué terminant dernier du championnat. Après avoir été champion de deuxième division en 2007, le club est de retour en première division pour la saison 2007-2008 et termine à la 4e place. En 2010, en terminant à la 3e place, Sunshine Stars se qualifie pour la Coupe de la confédération 2011 où le club atteindra les demi-finales. La même année en championnat le club est vice-champion et se qualifie pour la Ligue des champions de la CAF 2012. De nouveau le club atteint une demi-finale, il sera éliminé par le futur vainqueur de la compétition, Al Ahly, après un match nul 3-3 à domicile et une défaite 0-1 en Égypte.
Dans les années suivantes, le club sera souvent en haut du classement jusqu'à la saison 2018, où il sera à la 18e place, sauvé de la relégation car le championnat sera suspendu.

## Palmarès
- Championnat du Nigeria
  - Vice-champion : 2011
- Championnat du Nigeria de deuxième division
  - Champion : 2007